# Macgillicuddy's Reeks

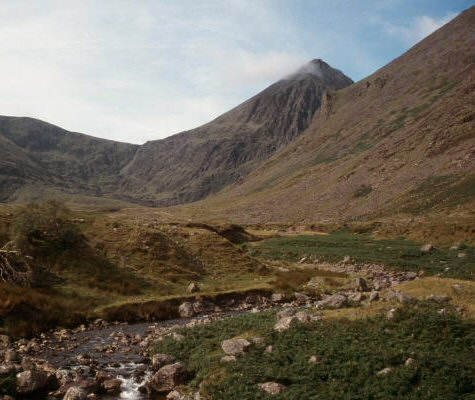
Carrauntoohil (centro, 1.038 metros), el pico más alto de Macgillycuddy's Reeks.

MacGillycuddy's Reeks (irlandés:Na Cruacha Dubha, que significa "Las pilas negras") es una cordillera en el condado de Kerry, Irlanda. 
Extendiéndose más de 19 km, incluye las tres montañas más altas de Irlanda: Carrauntoohil con 1.038 metros, Beenkeragh de 1.010 m y Caher de 1.001 m y más de 100 picos con una altitud mayor de 600 metros. 
Las montañas son de arenisca tallada por los glaciares y están ubicadas en la península de Iveragh, cerca de los Lagos de Killarney.
El nombre de la cordillera data del siglo XVIII y lo toma del clan MacGillicuddy (o McGillicuddy) al que pertenecían las tierras de esa zona de Munster desde hacía tiempo, y a quien continuaron perteneciendo hasta fines del siglo XX.

## Lista de los picos
| #  | Picos                               | Otros nombres                     | Altura |
| -- | ----------------------------------- | --------------------------------- | ------ |
| 1  | Corrán Tuathail                     | Carrauntoohil                     | 1,038m |
| 2  | Binn Chaorach                       | Beenkeragh, Benkeeragh            | 1,010m |
| 3  | Cathair na Féinne                   | Caher                             | 1,001m |
| 4  | Cnoc na Péiste                      | Knocknapeasta                     | 988m   |
| 5  | Cathair Thiar                       | Caher West                        | 975m   |
| 6  | Maolán Buí                          | -                                 | 973m   |
| 7  | The Bones                           | Carrauntoohil Tooth, Knockoughter | 959m   |
| 8  | Cnoc an Chuillin                    | -                                 | 958m   |
| 9  | An Gunna Mór                        | The Big Gun, Lackagarrin          | 939m   |
| 10 | Cruach Mhór                         | -                                 | 932m   |
| 11 | Cnoc an Chuillinn Thoir             | Cnoc an Chuillinn East            | 926m   |
| 12 | Cnoc Broinne Thiar                  | Knockbrinnea West                 | 854m   |
| 13 | Stumpa Bharr na hAbhann             | -                                 | 851m   |
| 14 | Screig Mhór                         | Skregmore                         | 848m   |
| 15 | Cnoc Broinne Thoir                  | Knocnbrinnea East                 | 847m   |
| 16 | Cnoc na Toinne                      | -                                 | 845m   |
| 17 | Cnoc Iochtair                       | -                                 | 747m   |
| 18 | Cnoc an Bhráca                      | -                                 | 731m   |
| 19 | Cnoc na dTarbh                      | -                                 | 655m   |
| 20 | Stumpa an tSaimh/ Stuimpín an Daimh | Hag's Tooth, Stumpeenadaff        | 650m   |
| 21 | Cnoc Breasail                       | Brassel                           | 575m   |
| 22 | Screig Bheag                        | Skregbeg                          | 573m   |
| 23 | Binn Bhán                           | -                                 | 461m   |
| 24 | Binn Dubh                           | -                                 | 452m   |
| 25 | Binn Dhearg                         | Beendarrig, Bendarrig             | 451m   |
| 26 | Struicín                            | Strickeen                         | 440m   |
| 27 | Cnoc Breac                          | Knockbrack                        | 425m   |